# Fall Out Boy's Evening Out with Your Girlfriend
 (avril 2025).
Si vous disposez d'ouvrages ou d'articles de référence ou si vous connaissez des sites web de qualité traitant du thème abordé ici, merci de compléter l'article en donnant les références utiles à sa vérifiabilité et en les liant à la section « Notes et références ».
Albums de Fall Out Boy
Take This to Your Grave
Fall Out Boy's Evening Out with Your Girlfriend est le 1er album du groupe Fall Out Boy. Cet album fut réalisé sous le label Uprising Records. En 2005, Uprising sortit Evening Out With Your Girlfriend, le même album mais remasterisé.

## Liste des titres
Les neuf pistes de cet album sont :
| No | Titre                                                              | Durée |
| -- | ------------------------------------------------------------------ | ----- |
| 1. | Honorable Mention                                                  | 3:25  |
| 2. | Calm Before the Storm *                                            | 4:41  |
| 3. | Switchblades and Infidelity                                        | 3:13  |
| 4. | Pretty in Punk                                                     | 3:37  |
| 5. | Growing Up                                                         | 2:56  |
| 6. | The World's Not Waiting (For Five Tired Boys in a Broken Down Van) | 2:38  |
| 7. | Short, Fast and Loud                                               | 2:16  |
| 8. | Moving Pictures                                                    | 3:33  |
| 9. | Parker Lewis Can't Lose (But I'm Gonna Give it My Best Shot)       | 3:23  |

## Enregistrement
- Patrick Stump – Chant
- Pete Wentz – Basse
- Joe Trohman – Guitare
- T.J. Kunasch - Guitare
- Mike - Batterie
- Jared Logan - Producteur